# 亞熱帶氣旋

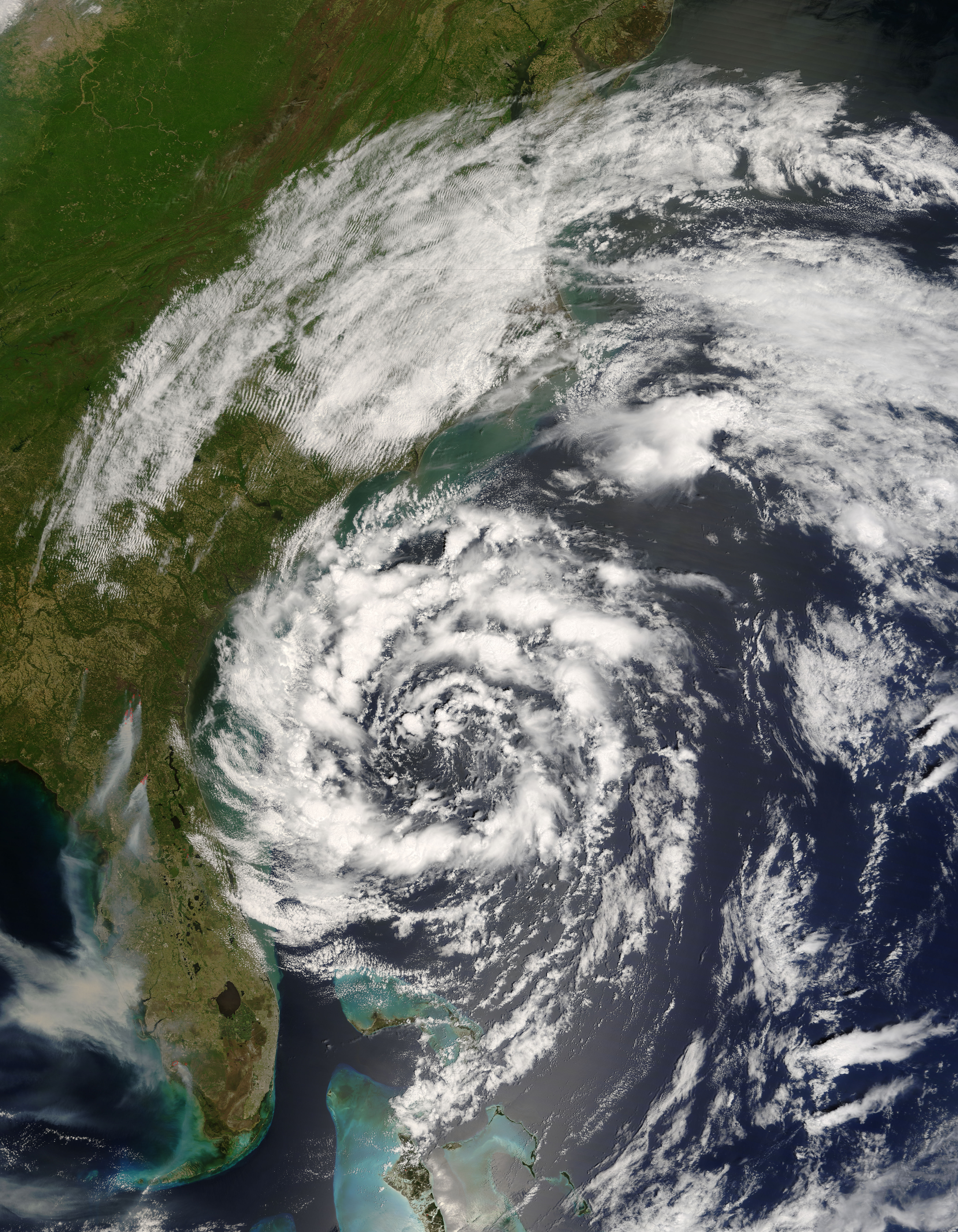
2007年美國佛羅里達州東方的副熱帶風暴安德烈亞

副熱帶氣旋，又稱亞熱帶氣旋，是一個與鋒面不相關的低氣壓，特性介乎熱帶氣旋及溫帶氣旋之間，通常是高空冷心低氣壓伸延至地面或高緯冷心低氣壓割離至低緯形成的。在合適的環境下，副熱帶氣旋有機會轉化為熱帶氣旋或溫帶氣旋。

## 形成地點
副熱帶氣旋在世界各地均有分布，其中大西洋和西南印度洋较为常见。在地中海也有发现报告，被称为“地中海类热带气旋（Mediterranean tropical-like cyclone）”或“地中海飓风（medicane）”。

## 分級
美国将副熱帶氣旋按強度分為：
- 副熱帶低氣壓（subtropical depression）：最高持續風力每小時62公里或以下
- 副熱帶風暴（subtropical storm）：最高持續風力每小時63公里或以上

## 命名
美國在1972-73年曾為大西洋上符合特定條件的副熱帶風暴（neutrocane）另設命名表，假如副熱帶風暴轉化為熱帶風暴，會再從正式的熱帶氣旋命名表中為風暴取名，取代副熱帶風暴時期的名字。由2002年開始，美國再次為大西洋上的副熱帶風暴命名，規則及命名表均與熱帶氣旋相同。
在其他洋区，副熱帶氣旋均没有官方命名。在地中海区域，德国柏林自由大学会对地中海类热带气旋进行非官方的命名用于研究。